# 中非國家奧林匹克和體育委員會
中非國家奧林匹克和體育委員會（法語：Comité National Olympique et Sportif Centrafricain）是中非共和國的國家奧林匹克委員會和體育部門。該組織成立於1964年，是國際奧委會和非洲國家奧林匹克委員會聯合會的成員。1968年，首次派員參加在墨西哥城主辦的夏季奧運會。
現時，中非國家奧林匹克和體育委員會的總部設在該國首都班基，主席是Mr Jacob Gbeti。

## 資料來源
1. ↑  .   [2014-03-30]. （原始内容存档于2014-12-09）.